# Pyramide d'Ipout II
La pyramide d'Ipout II est située à Saqqarah à l'ouest du complexe funéraire de Pépi II non loin de celui de Neith.
Elle a été découverte par Gustave Jéquier qui fouilla la nécropole de Saqqarah entre 1920 et 1930.

## Le temple funéraire
Les côtés est et sud sont encadrés par un temple mortuaire. Une petite pyramide de culte se dresse à l'angle sud-est du bâtiment du tombeau. 
Des funérailles de fortune pour la reine Ânkhésenpépi IV ont été organisées dans l'un de ses entrepôts. Une découverte remarquable est le couvercle du sarcophage d'Ânkhésenpépi IV, qui est en fait un remploi d'une stèle antérieure, dite pierre de Saqqarah Sud : sur celle-ci est gravée une inscription qui était trop illisible pour être déchiffrée au moment de la découverte. Mais entre-temps, les techniques photographiques modernes y sont parvenues et il s'est avéré que l'inscription contient des restes des annales royales de la VIe dynastie, découverte importante car prouvant que le roi Ouserkarê n'était pas un usurpateur ayant subi un damnatio memoriae mais un roi légitime ayant simplement régné peu de temps.

## La pyramide
La pyramide a une base de 22 m de côté et avait à l'origine une hauteur de 15,8 m, mais aujourd'hui elle est presque entièrement détruite.